# Puchar Sześciu Narodów U-20 2016
Puchar Sześciu Narodów U-20 2016 – dziewiąta edycja Pucharu Sześciu Narodów U-20, międzynarodowych rozgrywek w rugby union dla reprezentacji narodowych do lat dwudziestu. Zawody odbyły się w dniach 5 lutego – 18 marca 2016 roku, a zwyciężyła w nich reprezentacja Walii, która pokonała wszystkich rywali i tym samym zdobyła dodatkowo Wielkiego Szlema.

## Mecze
| 5 lutego 201619:35 | Irlandia U-20                                                                        | 24:35 | Walia U-20                                                                          | Donnybrook Stadium, Dublin Widzów: 3634 Sędzia: Thomas Charabas |
| 5 lutego 201619:35 | Cillian Gallagher 5 (P) Johnny McPhillips 9 (3K) Kelvin Brown 5 (P) Shane Daly 5 (P) | 24:35 | Adam Beard 5 (P) Dafydd Hughes 5 (P) Daniel Jones 20 (P 3pd 3K) Harri Millard 5 (P) | Donnybrook Stadium, Dublin Widzów: 3634 Sędzia: Thomas Charabas |

| 5 lutego 201620:00 | Szkocja U-20                                                                         | 24:6 | Anglia U-20         | Broadwood Stadium, Cumbernauld Widzów: 900 Sędzia: Andy Brace |
| 5 lutego 201620:00 | Blair Kinghorn 9 (P 2pd) Matt Smith 5 (P) Murray McCallum 5 (P) Scott Cummings 5 (P) | 24:6 | Joe Simmonds 6 (2K) | Broadwood Stadium, Cumbernauld Widzów: 900 Sędzia: Andy Brace |

| 5 lutego 201621:00 | Francja U-20 | 40:3 | Włochy U-20             | Stade du Pré Fleuri, Nevers Widzów: 5000 Sędzia: Craig Evans |
| 5 lutego 201621:00 | Anthony Belleau 10 (5pd) Anthony Jelonch 5 (P) Beato Mauvaka 5 (P) Clement Castets 5 (P) Damian Penaud 5 (P) Florian Verhaegue 5 (P) | 40:3 | Leonardo Mantelli 3 (K) | Stade du Pré Fleuri, Nevers Widzów: 5000 Sędzia: Craig Evans |

| 12 lutego 201618:30 | Walia U-20                                                                  | 18:15 | Szkocja U-20                                                    | Eirias Stadium, Colwyn Bay Widzów: 3551 Sędzia: Elia Rizzo |
| 12 lutego 201618:30 | Billy McBryde 3 (K) Keelan Giles 5 (P) Shaun Evans 5 (P) Tom Phillips 5 (P) | 18:15 | Matt Smith 5 (P) Murray McCallum 5 (P) Rory Hutchinson 5 (pd K) | Eirias Stadium, Colwyn Bay Widzów: 3551 Sędzia: Elia Rizzo |

| 12 lutego 201619:10 | Włochy U-20                                  | 7:42 | Anglia U-20                                                                                              | Stadio Romolo Pacifici, San Donà di Piave Widzów: 1800 Sędzia: Lloyd Linton |
| 12 lutego 201619:10 | Antonio Rizzi 2 (pd) Gabriele Venditti 5 (P) | 7:42 | Curtis Langdon 5 (P) George Perkins 5 (P) Jack Singleton 20 (4P) Joe Marchant 7 (2pd K) Max Malins 5 (P) | Stadio Romolo Pacifici, San Donà di Piave Widzów: 1800 Sędzia: Lloyd Linton |

| 12 lutego 201621:05 | Francja U-20                                                                 | 34:13 | Irlandia U-20                               | Parc des sports et de l'amitié, Narbona Widzów: 4500 Sędzia: Craig Maxwell-Keys |
| 12 lutego 201621:05 | Anthony Belleau 14 (4pd 2K) Florian Verhaegue 10 (2P) Gabriel Ngandebe 5 (P) | 34:13 | Johnny McPhillips 3 (K) Peter Claffey 5 (P) | Parc des sports et de l'amitié, Narbona Widzów: 4500 Sędzia: Craig Maxwell-Keys |

| 26 lutego 201618:05 | Anglia U-20                                                            | 20:26 | Irlandia U-20                                                                          | Kingston Park, Newcastle upon Tyne Widzów: 3180 Sędzia: Tual Trainini |
| 26 lutego 201618:05 | George Perkins 5 (P) Mathew Protheroe 10 (2pd dg K) Samuel Smith 5 (P) | 20:26 | Andrew Porter 5 (P) Brett Connon 5 (pd K) Johnny McPhillips 6 (2K) Matthew Byrne 5 (P) | Kingston Park, Newcastle upon Tyne Widzów: 3180 Sędzia: Tual Trainini |

| 26 lutego 201619:10 | Włochy U-20                                    | 14:24 | Szkocja U-20                                                                                           | Stadio Plebiscito, Padwa Widzów: 3800 Sędzia: Pierre Brousset |
| 26 lutego 201619:10 | Leonardo Mantelli 4 (2pd) Luca Sperandio 5 (P) | 14:24 | Hugh Fraser 2 (pd) Matt Smith 5 (P) Murray McCallum 5 (P) Robbie Nairn 5 (P) Rory Hutchinson 7 (2pd K) | Stadio Plebiscito, Padwa Widzów: 3800 Sędzia: Pierre Brousset |

| 27 lutego 201619:45 | Walia U-20                                   | 16:10 | Francja U-20                               | Eirias Stadium, Colwyn Bay Widzów: 3688 Sędzia: Sean Gallagher |
| 27 lutego 201619:45 | Billy McBryde 11 (pd 3K) George Gasson 5 (P) | 16:10 | Alex Arrate 5 (P) Anthony Belleau 5 (pd K) | Eirias Stadium, Colwyn Bay Widzów: 3688 Sędzia: Sean Gallagher |

| 11 marca 201619:35 | Irlandia U-20                            | 19:13 | Włochy U-20                                           | Donnybrook Stadium, Dublin Widzów: 2000 Sędzia: Sam Grove-White |
| 11 marca 201619:35 | Brett Connon 14 (pd 4K) Shane Daly 5 (P) | 19:13 | Giovanni Pettinelli 5 (P) Leonardo Mantelli 8 (pd 2K) | Donnybrook Stadium, Dublin Widzów: 2000 Sędzia: Sam Grove-White |

| 11 marca 201619:45 | Anglia U-20                         | 16:42 | Walia U-20                                                                                            | Ashton Gate, Bristol Widzów: 9880 Sędzia: Andy Brace |
| 11 marca 201619:45 | Max Green 2 (pd) Samuel Smith 5 (P) | 16:42 | Daniel Jones 17 (P 6pd) Harri Keddie 5 (P) Harri Millard 5 (P) Keelan Giles 10 (2P) Shaun Evans 5 (P) | Ashton Gate, Bristol Widzów: 9880 Sędzia: Andy Brace |

| 11 marca 201620:00 | Szkocja U-20                                                | 21:36 | Francja U-20                                                                                  | Broadwood Stadium, Cumbernauld Widzów: 1500 Sędzia: Tom Foley |
| 11 marca 201620:00 | Adam Hastings 11 (pd 3K) Ben Robbins 5 (P) Matt Smith 5 (P) | 21:36 | Anthony Belleau 16 (P 4pd K) Damian Penaud 5 (P) Judicael Cancoriet 5 (P) Martin Laveau 5 (P) | Broadwood Stadium, Cumbernauld Widzów: 1500 Sędzia: Tom Foley |

| 18 marca 201618:45 | Francja U-20 | 41:17 | Anglia U-20                                                         | Stade du Hameau, Pau Widzów: 6400 Sędzia: Craig Evans |
| 18 marca 201618:45 | Anthony Belleau 6 (3pd) Arthur Retiere 5 (P) Damian Penaud 15 (3P) Gabriel Ngandebe 10 (2P) Judicael Cancoriet 5 (P) | 41:17 | Jack Singleton 5 (P) Max Malins 7 (P pd) Sam Aspland-Robinson 5 (P) | Stade du Hameau, Pau Widzów: 6400 Sędzia: Craig Evans |

| 18 marca 201619:05 | Walia U-20                                                                       | 35:6 | Włochy U-20           | Eirias Stadium, Colwyn Bay Widzów: 4000 Sędzia: Frank Murphy |
| 18 marca 201619:05 | Daniel Jones 15 (3pd 3K) Harri Keddie 10 (2P) Joe Thomas 5 (P) Shaun Evans 5 (P) | 35:6 | Matteo Minozzi 6 (2K) | Eirias Stadium, Colwyn Bay Widzów: 4000 Sędzia: Frank Murphy |

| 18 marca 201619:35 | Irlandia U-20                                                                     | 26:18 | Szkocja U-20                                                  | Donnybrook Stadium, Dublin Widzów: 2500 Sędzia: Dan Jones |
| 18 marca 201619:35 | Adam McBurney 5 (P) Brett Connon 6 (3pd) Jacob Stockdale 5 (P) Will Connors 5 (P) | 26:18 | Adam Hastings 8 (pd 2K) Ben Robbins 5 (P) George Taylor 5 (P) | Donnybrook Stadium, Dublin Widzów: 2500 Sędzia: Dan Jones |